# Peter O’Donnell (żeglarz)
Peter Joseph O’Donnell (ur. 28 lutego 1939, zm. 9 stycznia 2008 w Hallidays Point) – australijski żeglarz sportowy. Złoty medalista olimpijski z Tokio.
Zawody w 1964 były jego jedynymi igrzyskami olimpijskimi. Złoty medal zdobył w klasie 5,5 m. Sternikiem był Bill Northam, trzecim członkiem załogi James Sargeant.